# کرالت کاساس
کرالت کاساس (اسپانیایی: Queralt Casas‎؛ زادهٔ ۱۸ نوامبر ۱۹۹۲) بازیکن بسکتبال زن اهل اسپانیا است.
وی در مسابقات کشوری و بین‌المللی در مجموع برندهٔ ۲ مدال طلا، ۱ مدال نقره، ۱ مدال برنز شده‌است.